# Казачье (Якутия)
Казачье (якут. Хаһааччыйа) — село, расположенное на северо-востоке Республики Саха (Якутия) за полярным кругом, в Усть-Янском улусе, Российская Федерация. Оно является административным центром и единственным населенным пунктом в сельском поселении Казачинский национальный наслег.

## География
Село расположено за Северным полярным кругом на берегу реки Яна в месте где в неё впадает река Казачка. Расстояние от Моря Лаптевых примерно 213 километров. Расстояние до улусного центра (по прямой) 425 километров.

## Климат
Село расположено в зоне повсеместного распространения многолетней мерзлоты. Климат субарктический с сильными зимами и короткими прохладными летами. Зимы длительные, холодные, с температурами до -40°C и снегопадами. Лето жаркое, но короткое, с температурами до +30°C. Средняя годовая температура в этом районе составляет около -10°C. Дожди редки, преимущественно в виде снега. Ветры суровые, усиливают ощущение холода. Климат села Казачье характеризуется экстремальными погодными условиями, требующими особого внимания и подготовки.

## История
Село Казачье, основанное в 1636 году, имеет богатую и значимую историю в контексте развития Якутии. Это место стало свидетелем многих археологических открытий, связанных с первобытным человеком и животными. Здесь в XVII веке побывали известные исследователи, такие как братья Лаптевы, Яков Санников и Эдуард Толль.
Из Казачьего начались важные экспедиции, направленные на изучение неизвестных земель, в том числе и в Ледовитый океан. Казачье также сыграло значительную роль в истории гражданской войны на Усть-Яне. В годы Великой Отечественной войны село приняло перемещенных народов и внесло значительный вклад в оборону страны, отправив 64 кг металла и другие ценные ресурсы на фронт.
Благодаря своему вкладу в победу, Казачье было отмечено личным благодарственным письмом от верховного главнокомандующего И.В. Сталина. В последующие десятилетия село продолжало играть важную роль в развитии северной Якутии, организовывая мероприятия, такие как слеты оленеводов и спартакиады народов Усть-Яны.
Население Казачьего внесло заметный вклад в различные сферы жизни страны, продвигаясь в науке, медицине, политике, военной сфере и других областях. Развитие инфраструктуры, открытие школы, церкви и больницы увековечили влияние этого уникального поселения на историю Якутии и России в целом.
Согласно Закону Республики Саха (Якутия) от 30 ноября 2004 года N 173-З N 353-III село возглавило образованное муниципальное образование Казачинский наслег.

## Население
Село Казачье является вторым по численности населения в улусе после поселка Депутатский. Расстояние до административного центра МО «Усть-Янский улус» составляет 463 км, а общая площадь наслега равна 16,72 тыс. км².

По данным на 01.01.2014 года в селе Казачье проживало 1 575 человек, из которых 219 человек — эвены, 36 человек — эвенки, 32 человека — юкагиры. Численность малочисленных народов севера составляла 287 человек. Всего насчитывается 428 семей.
| 1939  | 1989  | 2002  | 2010  | 2012  | 2013  | 2014  | 2015  | 2016  |
| ----- | ----- | ----- | ----- | ----- | ----- | ----- | ----- | ----- |
| 1068  | ↗1600 | ↘1531 | ↘1367 | ↘1328 | ↘1283 | ↘1247 | ↘1236 | ↘1216 |
| 2017  | 2018  | 2019  | 2020  | 2021  |       |       |       |       |
| ↘1197 | ↘1168 | ↗1175 | ↘1161 | ↗1188 |       |       |       |       |

## Инфраструктура
- Средняя школа на 162 мест, в школе учатся 310 учащихся. Имеется дошкольная группа при школе.
- Наслежный спортзал
- ДОУ «Кэнчээри» посещает 57 детей
- Участковая больница на 30 койка мест
- Дом культуры на 200 мест
- Библиотека
- Музыкальная школа
- дизельная электростанция ЯЭС ОАО «Сахаэнерго»
- филиал ОАО «Теплоэнергосервис» Казачинский участок котельная
- отделение почтовой связи (почта),
- телефонная станция ОАО «Ростелеком» филиал «Сахателеком» (связь), кроме того работают сотовые компании «Билайн». «Мегафон», установлен вайфай компании «Амтел»
- Аптека
- Сберкасса
- Казачинская Механизированная Пожарная часть-3
- муниципальное торговое заготовительное предприятие «Кюндюлюн»
- частные торговые предприятия — 12
- хлебопекарня МУТЗП «Кюндюлюн»
- Строительная организация ООО «Олук»
- Речная пристань
- Магазины

## Транспорт
Ограниченные транспортные возможности из-за удаленного географического положения. Дороги в районе могут быть недостаточно развитыми и покрытыми снегом, что усложняет перевозку. Также доступна авиатранспортная связь через ближайшие аэропорты, например Депутатский. Есть вертолетное сообщение с улусным центром. Для перевозки грузов может использоваться речной транспорт по местным водным путям. Путешествие в данное село требует тщательного планирования и учета особенностей местного транспортного сообщения.

## Памятники
- Братская могила 18 борцов за власть Советов, погибших в 1923 году. Объект культурного наследия регионального значения[16]